# Espacialismo

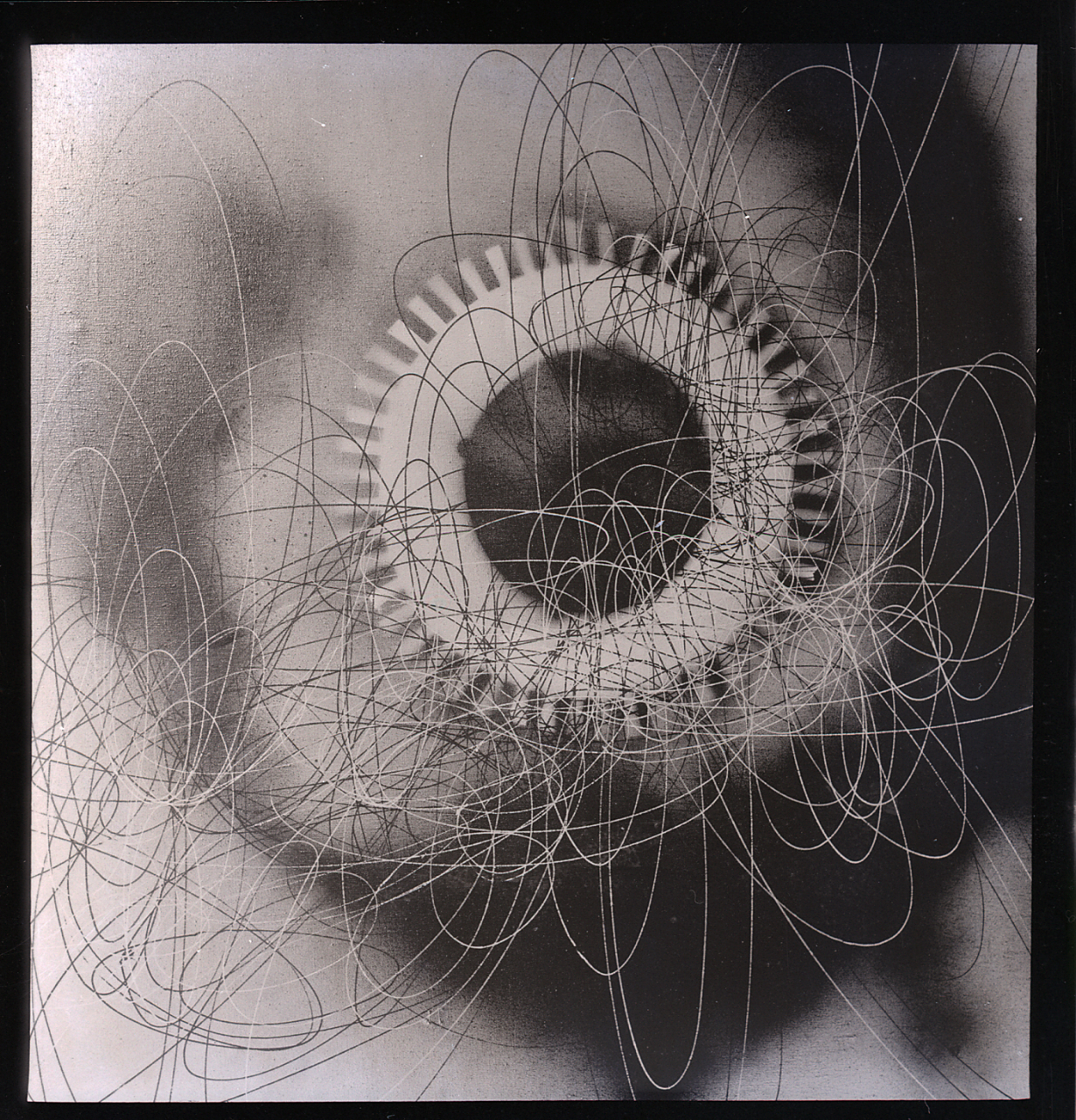
Roberto Crippa, Spirali. Foto por Paolo Monti, 1953 (Fondo Paolo Monti, BEIC).

Espacialismo ou Spazialismo, é uma representação do movimento da vanguarda artística italiana, fundado em 1946 pelo pintor Lucio Fontana e por outros artistas italianos. Esta corrente estética procurava incluir na concepção da obra de arte, paralelamente aos materiais plásticos tradicionais como a forma, a cor e a matéria, elementos como o espaço, o tempo e o movimento. 

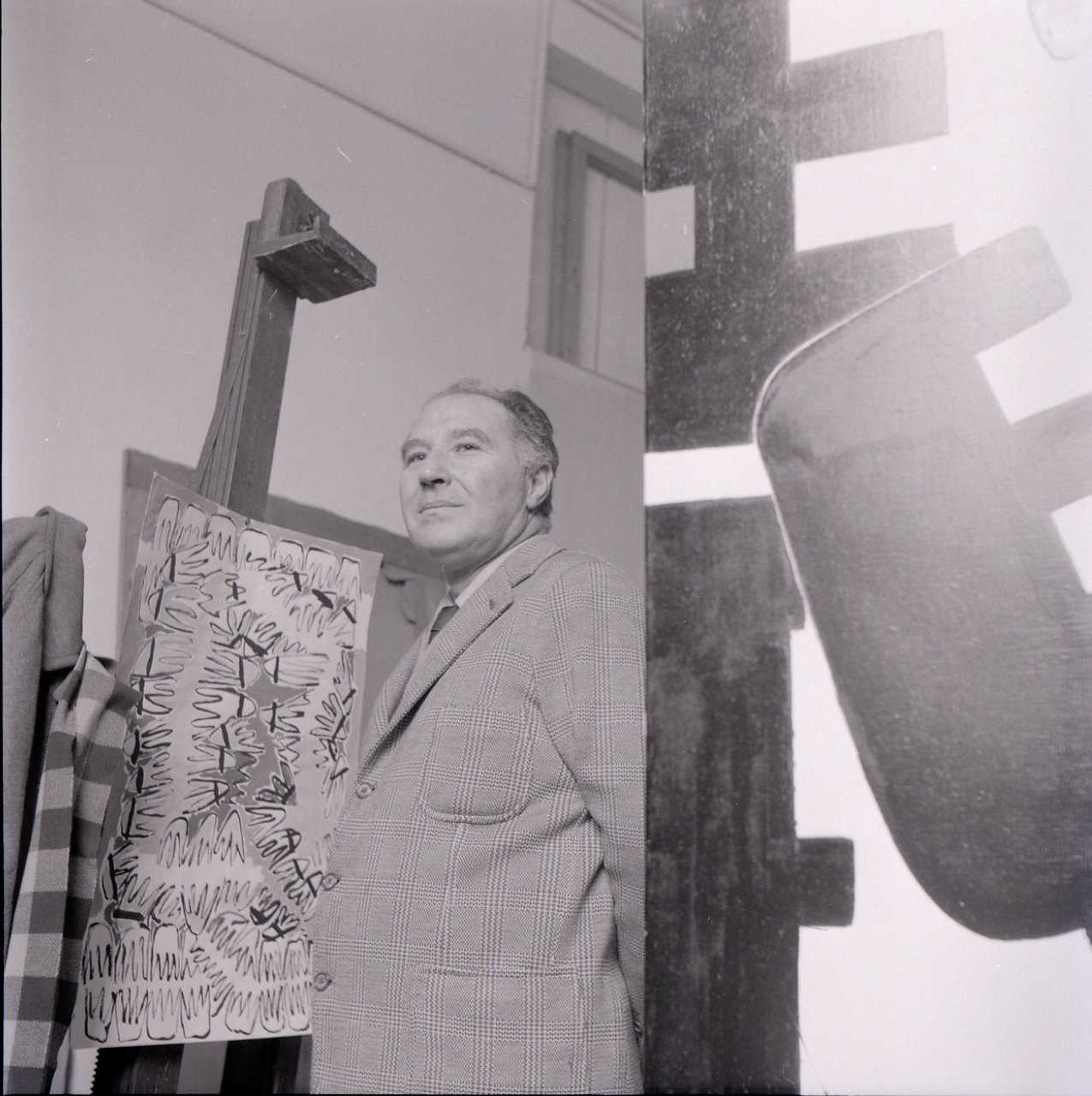
Giuseppe Capogrossi. Foto por Paolo Monti, 1972.

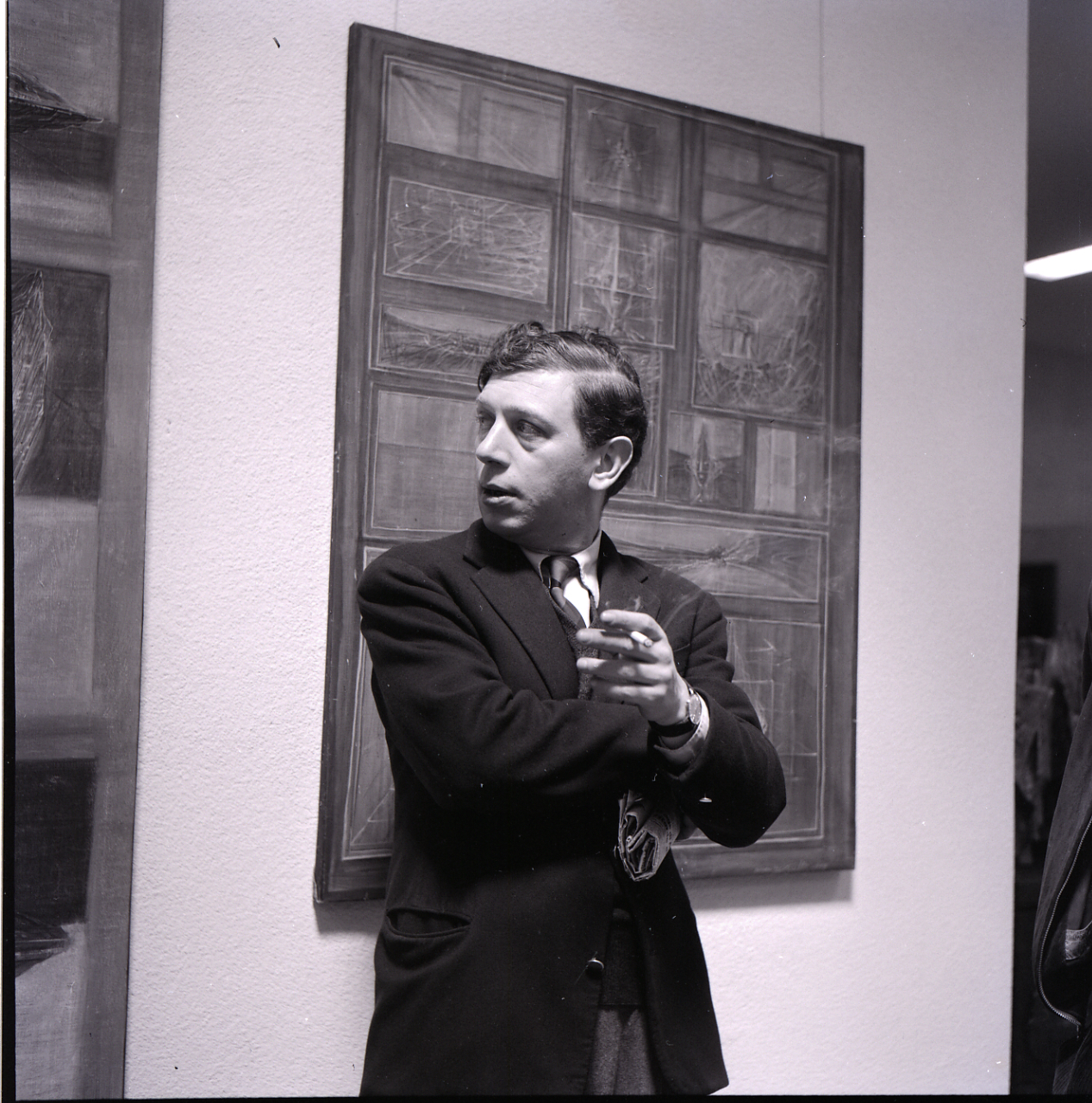
Cesare Peverelli. Foto por Paolo Monti.

A sua principal contribuição foi o alargamento do entendimento da tela e da sua superfície enquanto campo de representação que podia superar a bidimensionalidade e integrar parte do espaço real envolvente. 
O artista mais marcante deste movimento foi Lucio Fontana, nascido na Argentina, mas radicado em Itália. Desde 1949, Fontana produz uma série de telas que eram perfuradas ou cortadas, assumindo estes cortes o valor de signos que permitem relacionar directamente o espaço real com o espaço pictórico. Os cortes ou perfurações, executados em quadros normalmente monocromos, representam vazios ou a ausência da imagem, criando um novo sentido na tela que contraria a tradicional concepção de superfície pictórica. Desta forma, o quadro ultrapassa as duas dimensões, absorvendo um espaço maior que se abre atrás dele.
Marcadamente cerebral e pouco sensitiva, a estética desenvolvida pelos pintores do Espacialismo abre caminho ao desenvolvimento da Arte Conceptual e da Arte Minimalista.
O espacialismo combina ideias do movimento Dadá e da arte concreta. Fontana desejava criar arte «para a nova era» que mostraria o «autêntico espaço do mundo». O que diferenciava este movimento do expressionismo abstracto era o conceito de erradicar a pintura, e tentar captar o movimento e o tempo como os principais princípios da obra. Os pintores espacialistas não coloriam a teia, não a pintavam, senão que criavam sobre ela construções que demonstravam aos olhos do espectador como, também no campo puramente pictórico, existia a tridimensionalidade.

## Artistas espacialistas
- Guido Antoni
- Mario Deluigi
- Lucio Fontana
- DoDoU
- Beniamino Joppolo
- Giorgio Kaisserlian
- Cesare Peverelli
- Tancredi (Tancredi Parmeggiani)
- Giuseppe Tarantino
- Alberto Viani